# Le Sculpteur de nuages
Le Sculpteur de nuages est une œuvre d'Atila. C'est l'une des œuvres d'art de la Défense, en France.

## Description
L'œuvre est située à proximité de la tour AIG. Elle consiste en une fresque réalisée en émaux sur lave.

## Historique
L'œuvre est créée en 1969 et implantée sur le site en 1972.